# Stazione di Aichi-Mito
La stazione di Aichi-Mito (愛知御津駅?, Aichi-Mito-eki) e una stazione ferroviaria situata nella città di Toyohashi, nella prefettura di Aichi in Giappone. La stazione e gestita dalla JR Central e serve la linea principale Tōkaidō.

## Linee
JR Central
■ Linea principale Tōkaidō

## Struttura
La stazione è costituita da due marciapiedi laterali con due binari in superficie.
| 1-2 | ■ Linea principale Tōkaidō | per Okazaki, Nagoya e Ōgaki |
| 2-3 | ■ Linea principale Tōkaidō | per Toyohashi e Hamamatsu   |

## Stazioni adiacenti
| ≪                                                           | Servizio                 | ≫                        |
| Linea principale Tōkaidō                                    | Linea principale Tōkaidō | Linea principale Tōkaidō |
| ----------------------------------------------------------- | ------------------------ | ------------------------ |
| Nishi-Kozakai                                               | Locale Rapido sezionale  | Mikawa-Ōtsuka            |
| Il Nuovo Rapido, il Rapido e il Rapido speciale non fermano |                          |                          |